# Goussia caseosa
Goussia caseosa is een soort in de taxonomische indeling van de Myzozoa, een stam van microscopische parasitaire dieren. Het organisme komt uit het geslacht Goussia en behoort tot de familie Eimeriidae. Goussia caseosa werd in 1982 ontdekt door Lom & Dyková.